# Конференция на Поросе
Конференция на Поросе - встреча, состоявшаяся в 1828 году с участием британских, французских и русских дипломатов для определения границ независимой Греции на острове Порос, через год после Наваринской битвы. 
Целью конференции было очертить будущие границы греческого государства. В конференции приняли участие три великие державы, ставшие гарантами провозглашения независимости Греции, а именно Великобритания, Франция и Россия.
Было принято решение предложить границу между городами Арта и Волос, но в следующем году эта граница была скорректирована в меньшую для Греции сторону так, чтобы она проходила между устьем Ахелооса и Ламией (городом). 
Максимальный греческий запрос на границу, поднятый Иоанном Капидострией, заключался в том, чтобы включить в воссоздаваемое государство все греческие земли принявшие участие  в восстани, включая Фессалию, Эпир и Крит. Первоначальное предложение (Арта-Волос) включало часть Эпира и Фессалии, но в конечном итоге конференция ограничила предлагаемую территорию Греции полуостровом Пелопоннес, Средней Грецией и островами Киклады, оставив вне пределов возрождаемого государства как северные земли, так и Крит и другие острова Архипелага.